# Charlottenhof

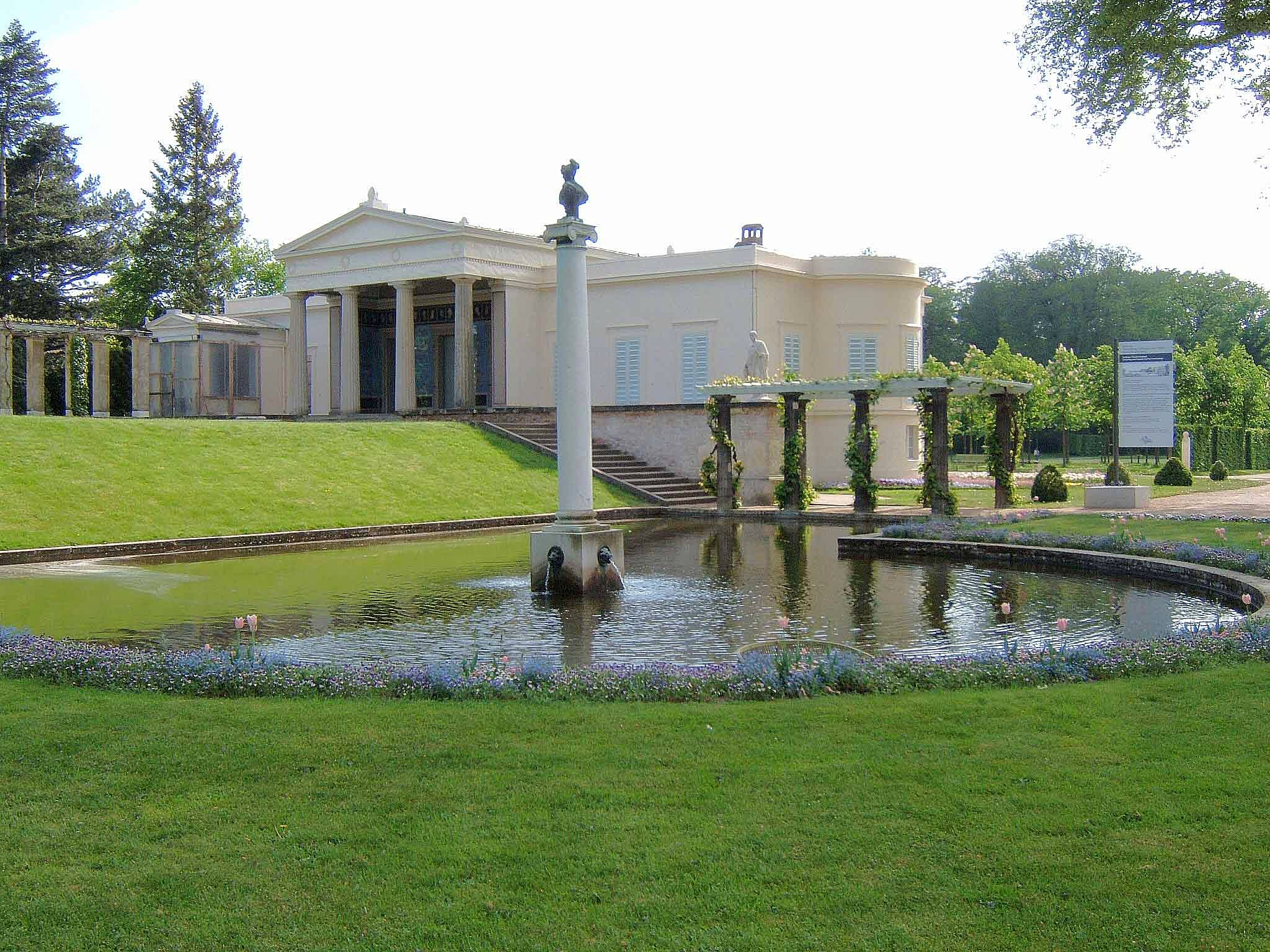
Schloss Charlottenhof

Charlottenhof är ett lustslott i Park Sanssouci i Potsdam, Tyskland. Slottet ritades av Karl Friedrich Schinkel som en romersk villa år 1826 och användes som intimt sommarslott av Fredrik Vilhelm IV av Preussen och hans gemål.

## Bildgalleri

Schloss Charlottenhof
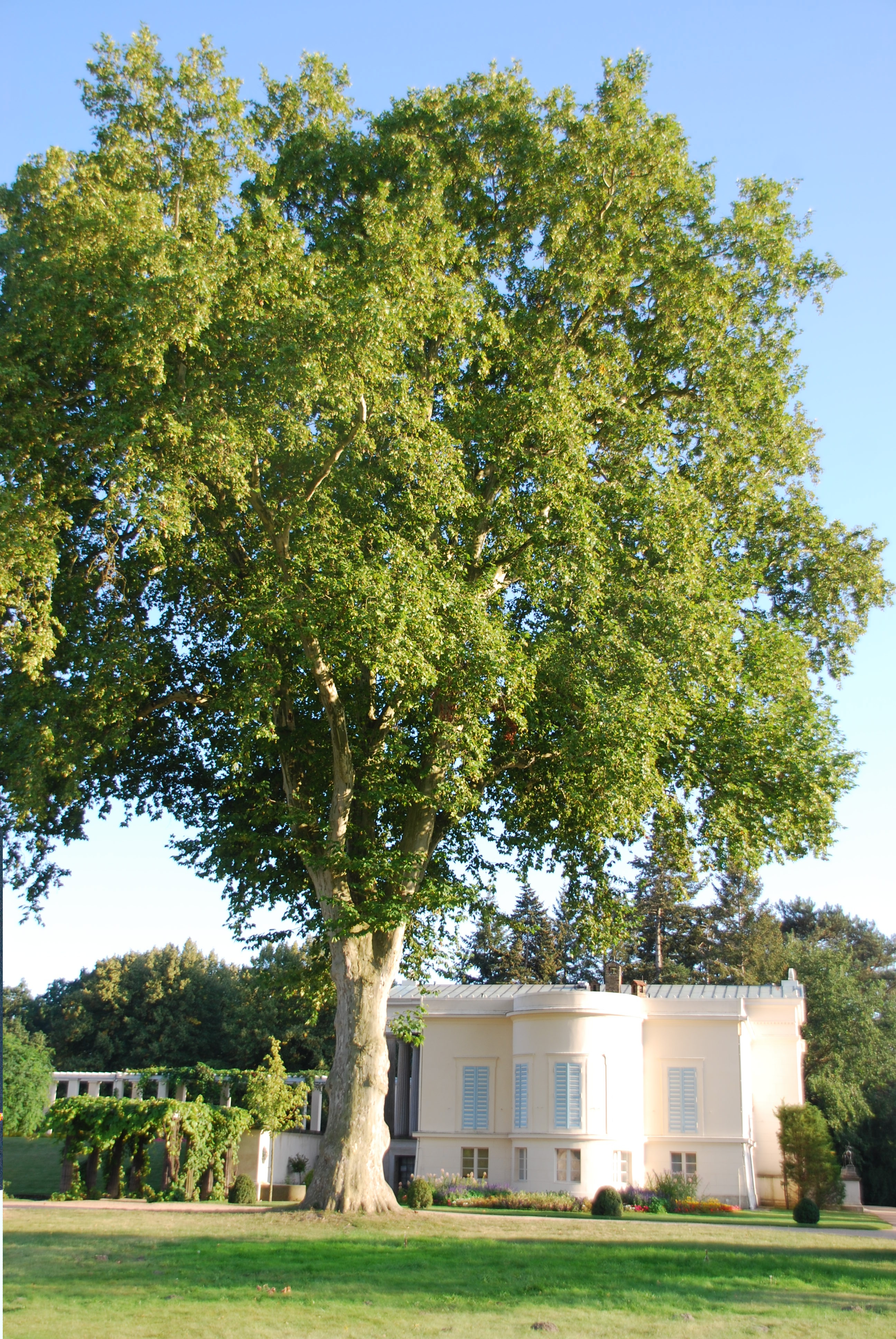
Schloss Charlottenhof i parkanläggningen Sanssouci
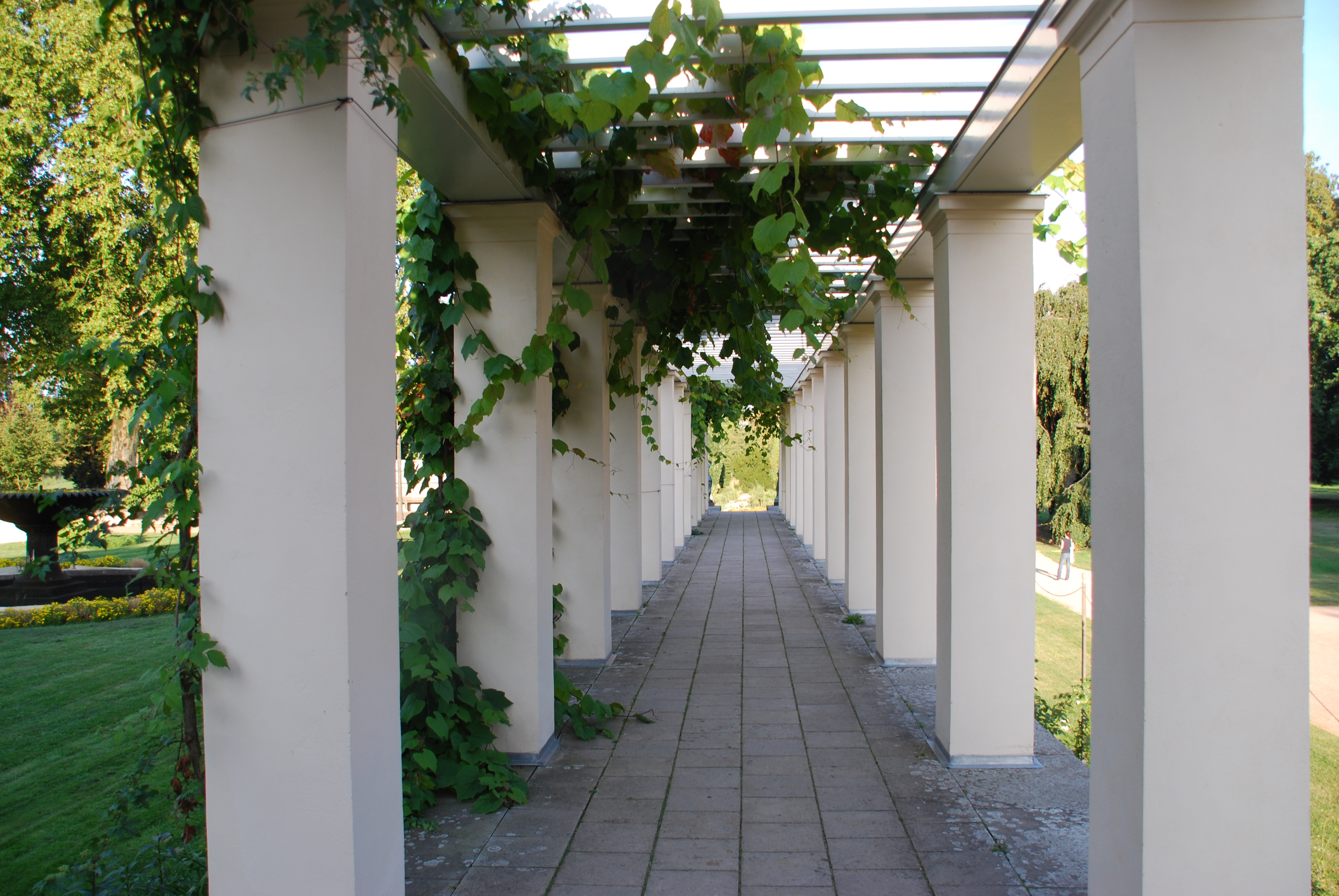
Schloss Charlottenhof; galleri
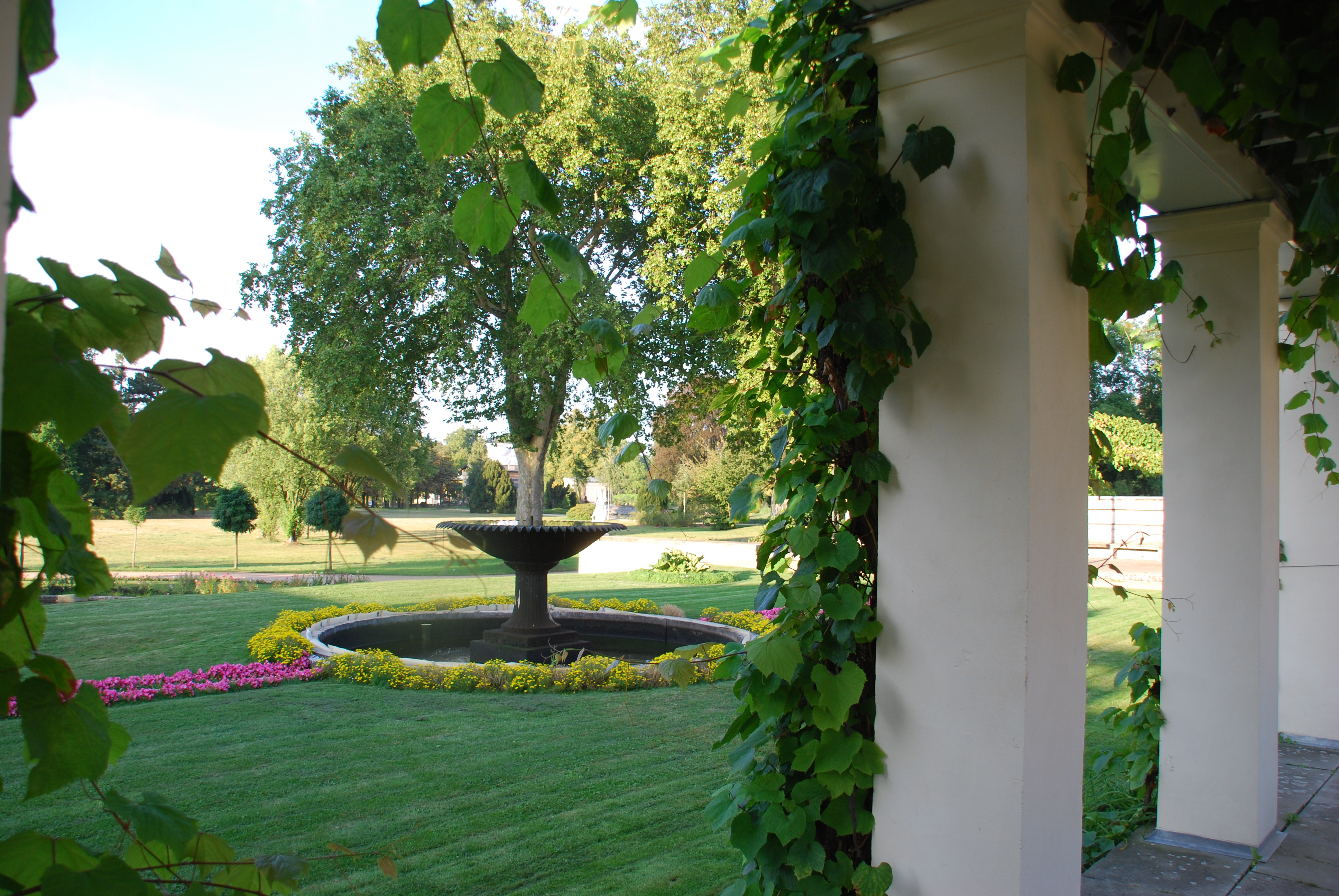
Schloss Charlottenhof; parkanläggning
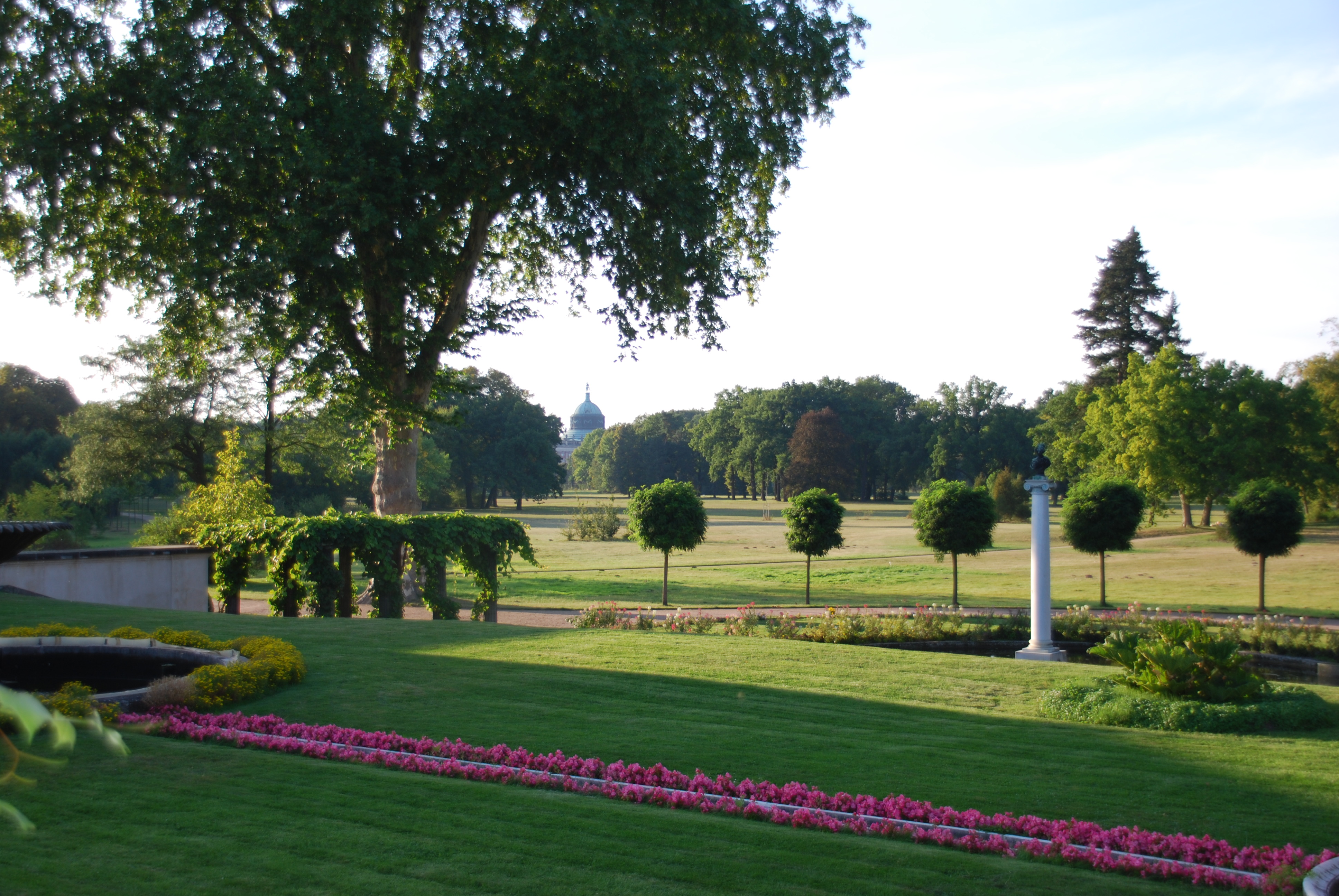
Parkanläggning vid Schloss Charlottenhof med utsikt mot Neues Palais
Parkanläggning vid Charlottenhof
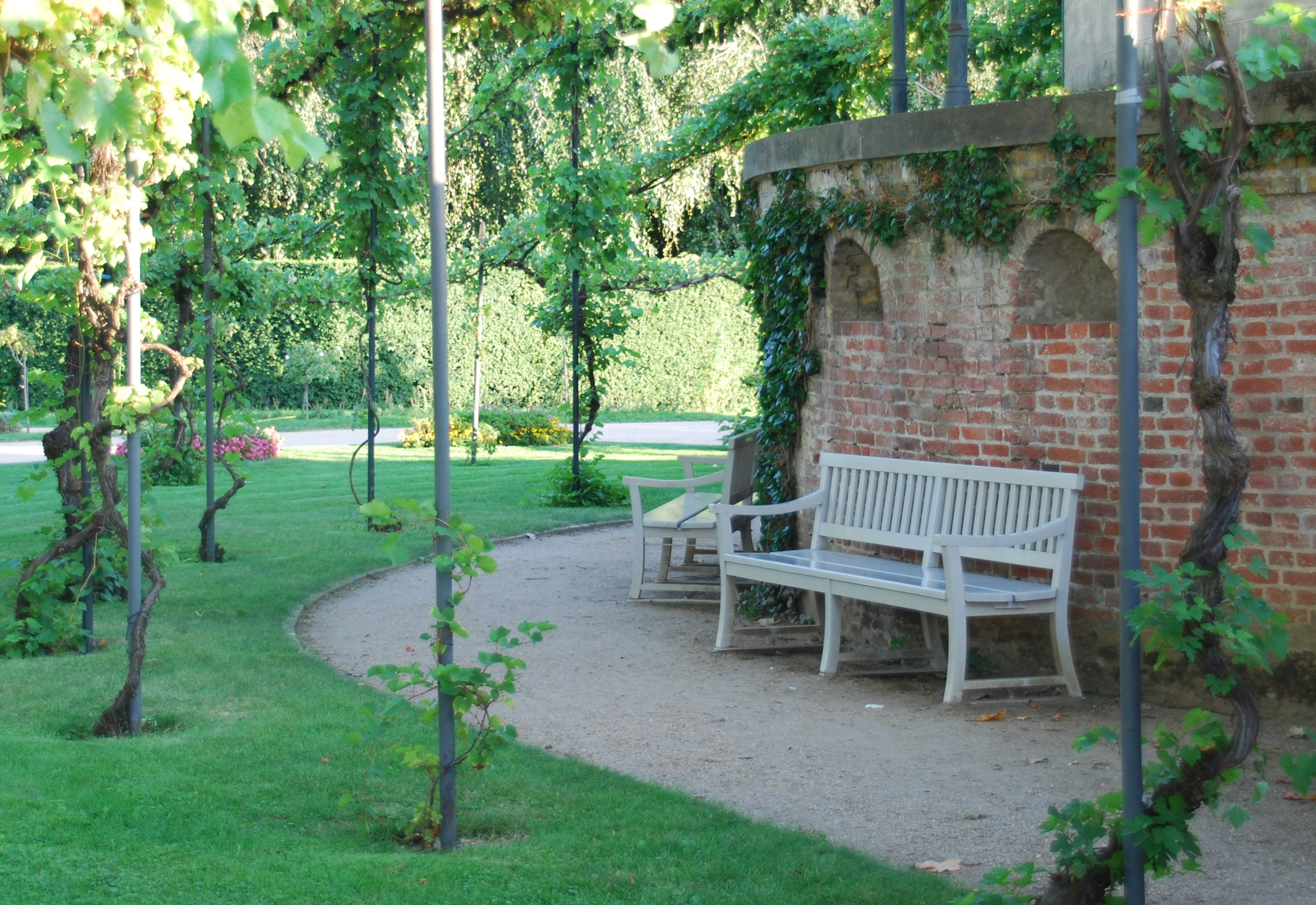
Galleri
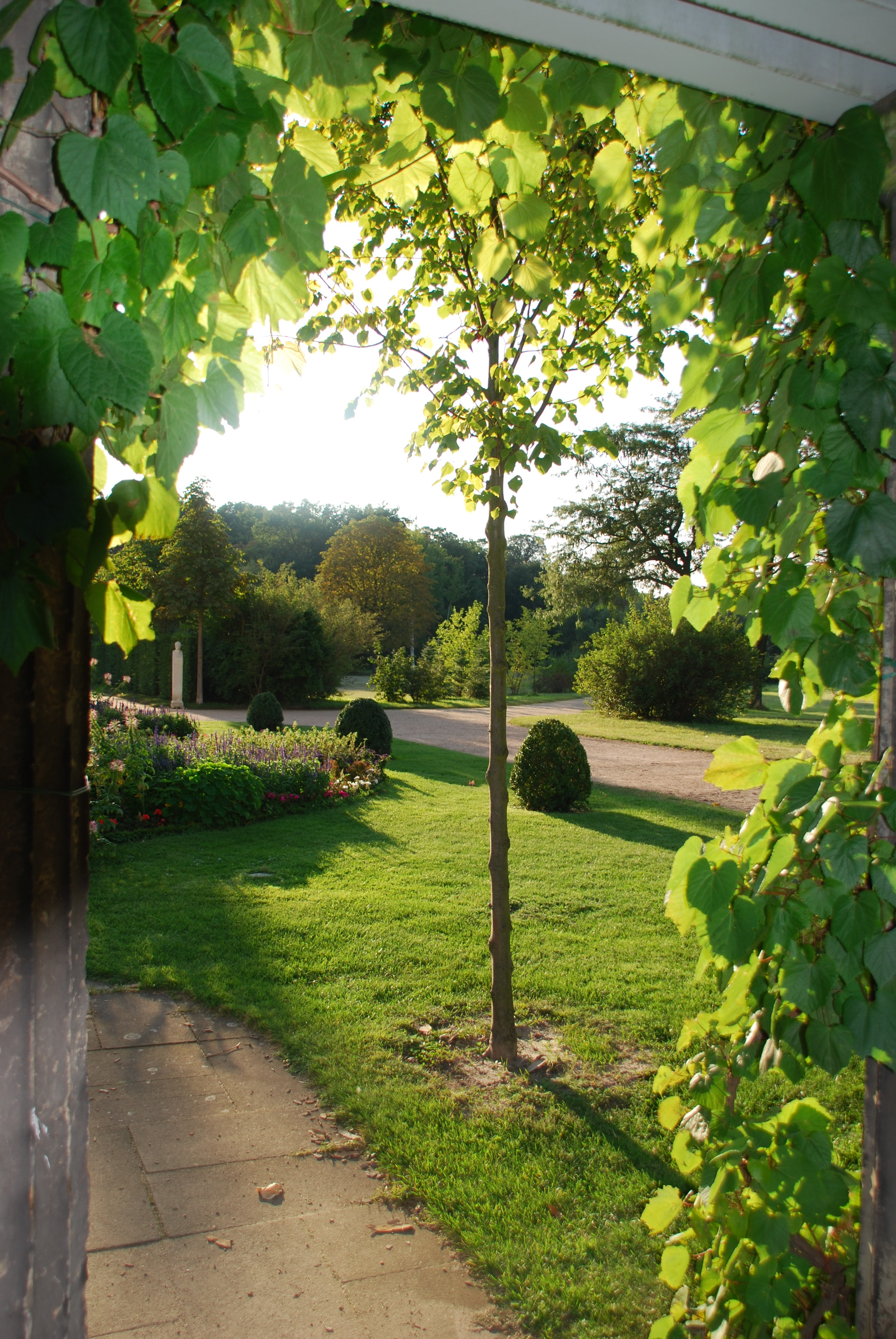
Pergola vid Schloss Charlottenhof
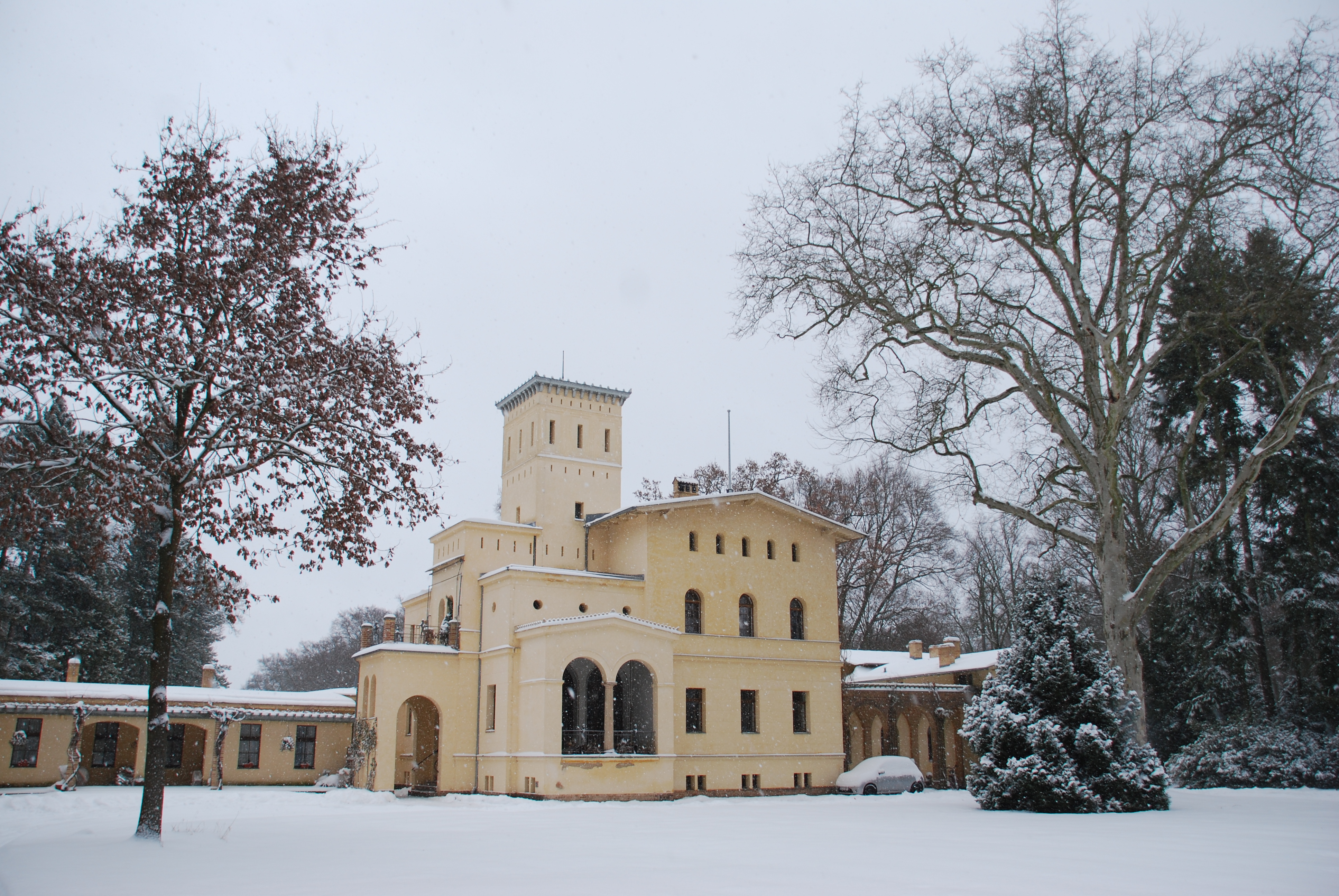
Fasaneri i Charlottenhofs park
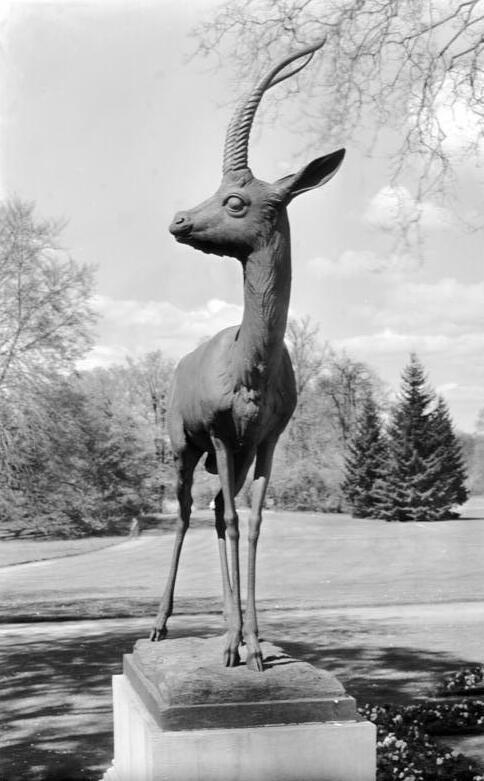
Gasell av skulptören Friedrich Wilhelm Wolff